# Rupert Everett
Rupert James Hector Everett (Norfolk, 29 de maio de 1959) é um ator britânico
É declaradamente homossexual, e declarou em uma entrevista ao jornal The Guardian, em 2009, que o fato de ter assumido sua homossexualidade o fez perder vários papéis de protagonista.

## Filmografia (parcial)
- 2011 - Hysteria
- 2010 - Wild Target
- 2010 - Camilla Frittan
- 2007 - Shrek the Third (voz do Príncipe Encantado)
- 2007 - Stardust
- 2005 - The Chronicles of Narnia: The Lion, the Witch and the Wardrobe (voz)
- 2005 - Separate Lies
- 2004 - Shrek 2 (voz do Príncipe Encantado)
- 2004 - Sherlock Holmes and the Case of the Silk Stocking
- 2004 - Quiet flows the Don
- 2004 - A Different Loyalty
- 2004 - People (filme)
- 2002 - Unconditional Love
- 2002 - The Importance of Being Earnest
- 2000 - The Next Best Thing
- 1999 - Inspector Gadget
- 1999 - A Midsummer Night's Dream
- 1998 - B. Monkey
- 1997 - My Best Friend's Wedding
- 1994 - Dellamorte Dellamore

## Prêmios
- Indicação ao Globo de Ouro de Melhor Ator - Comédia/Musical, por "O Marido Ideal" (1999).
- Indicação ao Globo de Ouro de Melhor Ator Coadjuvante, por "O Casamento do Meu Melhor Amigo" (1997).
- Indicação ao BAFTA de Melhor Ator coadjuvante, por "O Casamento do Meu Melhor Amigo" (1997).
- Indicação ao BAFTA de Melhor Revelação, por "Another Country" (1984).
- Indicação ao European Film Awards de Melhor Ator, por "O Marido Ideal" (1999).
- Indicação ao MTV Movie Awards de Melhor Comediante, por "O Casamento do Meu Melhor Amigo" (1997).
- Indicação ao MTV Movie Awards de Melhor Revelação, por "O Casamento do Meu Melhor Amigo" (1997).
- Indicação ao Framboesa de Ouro de Pior Dupla, por "Sobrou pra Você" (2000).